# La Nación
La Nación (în română Națiunea) este un important cotidian argentinian. Cotidianul conservator centrist Clarín este principalul său concurent.

## Istoric
Ziarul a fost fondat pe data de 4 ianuarie 1870 (înlocuind fosta publicație Nación Argentina) de către fostul președinte al Argentinei Bartolomé Mitre și asociații săi. Până în 1914, directorul publicației a fost José Luis Murature, ministru de externe al Argentinei în perioada 1914-1916. Cotidianul a avut cel mai mare număr de cititori din întreaga Americă Latină până în anii 1930, tirajul zilnic mediu fiind de circa 350.000 de exemplare și a fost depășit doar de Crítica, un tabloid din Buenos Aires. Lansarea în 1945 a cotidianului Clarín i-a creat un nou rival, iar după închiderea în 1962 a ziarului Crítica și suspendarea apariției ziarului Crónica în 1975 La Nación și-a asigurat poziția de principal rival al lui Clarín.
Unii dintre cei mai renumiți scriitori din lumea hispanică precum José Martí, Miguel de Unamuno, Eduardo Mallea, José Ortega y Gasset, Rubén Darío, Alfonso Reyes, Jorge Luis Borges, Mario Vargas Llosa și Manuel Mujica Láinez au publicat scrieri în mod regulat în paginile sale.
Ziarul a fost publicat inițial în casa lui Bartolomé Mitre (azi Muzeul Mitre), iar birourile sale au fost mutate de mai multe ori până când, în 1929, a fost inaugurat sediul plateresc de pe Calle Florida. Grupul editorial are astăzi sediul în Turnul Bouchard Plaza, o clădire postmodernistă de birouri cu 26 de etaje, ce a fost construită între 2000 și 2004 în locul clădirii de șase etaje a ziarului.
Directorul cotidianului La Nación, Bartolomé Mitre (stră-stră-nepotul fondatorului), deține pachetul de acțiuni de control al ADEPA, asociația editorilor de presă din Argentina, și al Papel Prensa, cel mai mare producător de hârtie de ziar al țării, împreună cu Grupo Clarín, și a fost implicat astfel în conflictul între soții președinți Kirchner și presă care a avut loc în cursul anilor 2008 și 2009.
La începutul anului 2012, La Nación a cumpărat ImpreMedia, compania ce edita El Diario-La Prensa, La Opinión și alte ziare de limbă spaniolă din SUA.

## Circulația
Tirajul zilnic mediu al La Nación a fost de 165.166 de exemplare în 2012, reprezentând aproximativ 20% din tirajul cotidianelor din Buenos Aires; ziarul este, de asemenea, distribuit la nivel național și în întreaga lume vorbitoare de limbă spaniolă.
Potrivit analizelor furnizate de analiștii de trafic Internet Alexa și SimilarWeb, situl La Nación se afla în august 2015 pe locul 9 și respectiv 17 în topul celor mai vizitate situri Internet din Argentina. SimilarWeb plasează situl pe locul 4 în topul celor mai vizitate situri de știri din Argentina, acesta atrăgând lunar aproape 32 de milioane de vizitatori.

## Imagini

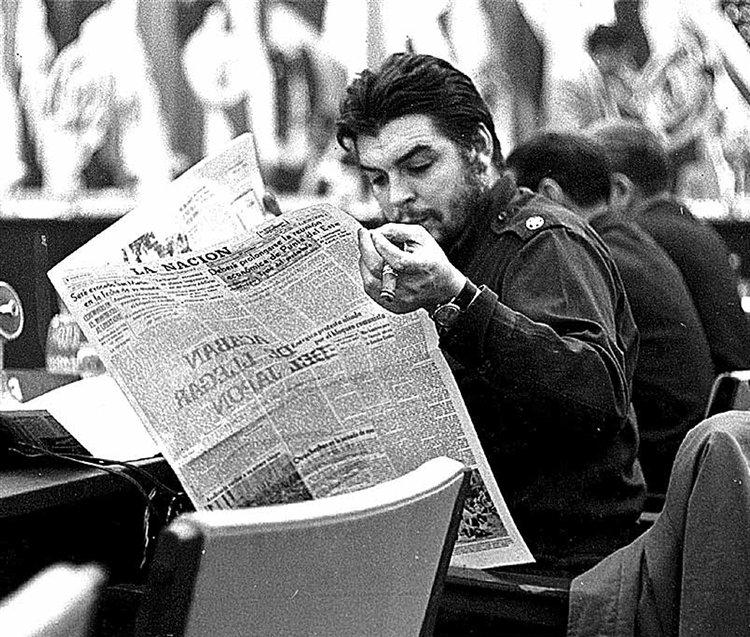
Che Guevara citind ziarul (1961).
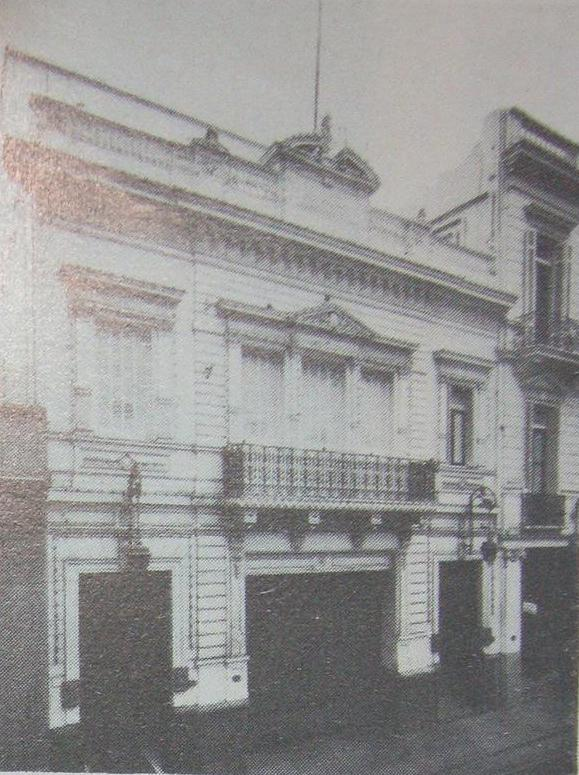
Clădirea de pe bulevardul San Martín nr. 500.
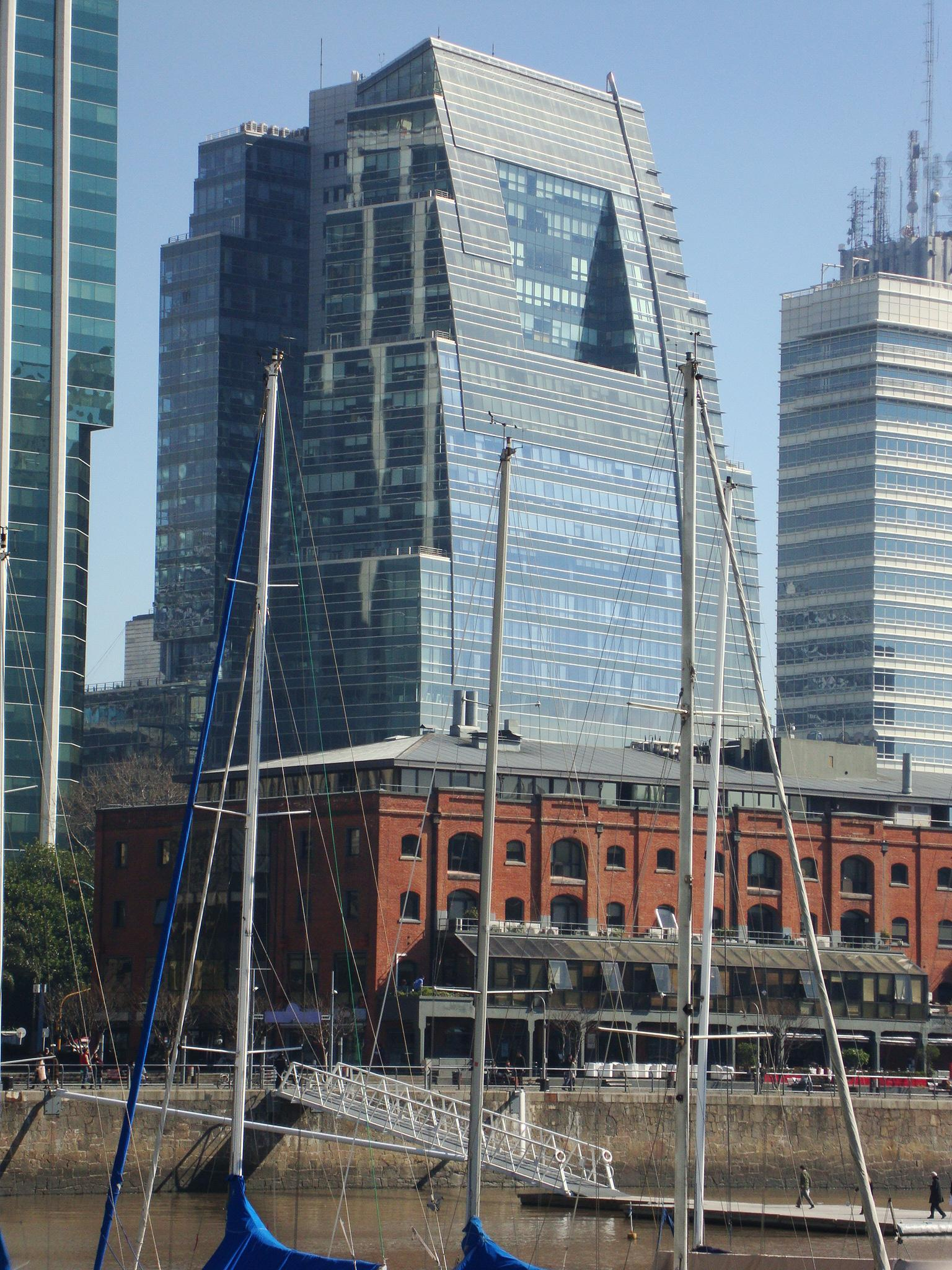
Turnul Bouchard Plaza.